# HMS Gråskär (65)
HMS Gråskär (65) var en bevakningsbåt i svenska marinen. Gråskär är numera utbildningsfartyg under namnet SVK Gråskär (65) för Sjövärnskåren i Nyköping och Oxelösund. Båten används som bevakningsbåt för båtpluton i Södermanlands Hemvärnsbataljon, men ägs av Södermanlands Sjövärnskår. Gråskär skänktes av marinen.
Gråskär besiktigades och fick nedslag på småsaker som tex. att lejdare inte höll dagens standard med avseende på vinkel.
Gråskär skrotades därför i början av 2025.